# Radio eM
Radio eM – śląska stacja radiowa prowadzona przez Instytut Gość Media z siedzibą w Katowicach przy ul. Wita Stwosza 11.
Radio eM odbierane jest na częstotliwości 107,6 MHz na terenie prawie całego województwa śląskiego i świętokrzyskiego oraz części województw opolskiego, małopolskiego oraz łódzkiego. Jest także odbierane w Czechach i na Słowacji.
Rozgłośnia została utworzona w roku 1991. Na początku funkcjonowała pod nazwami Radio Archidiecezji Katowickiej i Radio Arka. Następnie od 1998 do 31 marca 2002 roku przynależała do sieci Plus jako Radio Plus Katowice. Od 1 kwietnia 2002 funkcjonuje pod swoją obecną nazwą.

## Programy
- Rozmowa poranka – codziennie rozmowy z politykami (prowadzenie: Sylwester Strzałkowski, Robert Passia i Dominika Szczawińśka).
- Duchowy GPS – nawigator na drogach wiary (prowadzenie: Dominika Szczawińska)
- Wspieramy mamy – poradnik dla mam (prowadzenie: Katarzyna Podsiadło)
- Świat jest piękny – radiowy magazyn podróżniczy Barbary Hobzdy i Marka Piechniczka. Do audycji reporterzy zapraszają podróżników, przewodników i misjonarzy z całego świata. W audycji gościli m.in. Ryszard Czajkowski, Elżbieta Dzikowska, Jerzy Pikiewicz oraz Bartłomiej Majzel. Autorzy audycji gościli już ze słuchaczami m.in. w Izraelu, Etiopii, Stanach Zjednoczonych, Chorwacji, Toskanii, Kongu, Tybecie, Libanie, Jordanii, Tajlandii, Kambodży, Skandynawii, Francji, Meksyku i Nowej Zelandii[3].

- eM jak miłość Słowem pisana – rozważanie fragmentów Ewangelii.
- Łagodny wieczór – Marek Piechniczek
- Podróż do wnętrza Innego – Jacek Kopocz
- Tym żyje kościół – Sylwester Strzałkowski
- 12 koszy ułomków – ks. Rafał Skitek
- Felietony nie z ambony – felietony religijno-społeczno-kulturalnych autorstwa Barbary Gruszki-Zych, Krzysztofa Łęckiego, Aleksandra Bańki, ks. Artura Stopka, ks. Piotra Brząkalika[4].

## Cykle wakacyjne
- eM jak Metropolia latem – pierwszy wakacyjny cykl autorów audycji „Świat jest piękny”. Barbara Hobzda i Marek Piechniczek realizowali go we współpracy z władzami miast zrzeszonych w Górnośląskim Związku Metropolitalnym (Tychy, Katowice, Chorzów, Bytom, Gliwice, Jaworzno, Siemianowice, Świętochłowice, Zabrze, Sosnowiec, Mysłowice, Piekary Śląskie, Ruda Śląska, Dąbrowa Górnicza). Cykl służył popularyzacji turystyki i wypoczynku na terenie Górnego Śląska i Zagłębia Dąbrowskiego. Szczegółowo zaprezentowano m.in. Szlak Zabytków Techniki[5]. W czasie realizacji cyklu umożliwiono swobodną wypowiedź prezydentom i burmistrzom wszystkich wyżej wymienionych miast GZM.
- Radio eM na szlaku – z mikrofonem po Podbeskidziu, codzienny program nadawany w okresie letnim 2009 autorstwa Barbary Hobzdy i Marka Piechniczka. Dziennikarze odwiedzili z radiowym mikrofonem Beskidy, zapraszając radiosłuchaczy do odwiedzenia Ziemi Beskidzkiej. Poruszane były tematy związane z turystyką, kulturą i walorami przyrodniczymi Podbeskidzia[6]. Autorzy 40-odcinkowego cyklu zostali w 2010 wyróżnieni w VIII edycji Konkursu im. Mieczysława Orłowicza dla dziennikarzy promujących polską turystykę[7][8].

## Profil rozgłośni
Stacja emituje programy publicystyczne, religijne, oraz audycje muzyczne. Radiostacja nadaje każdego dnia ok. 6 godzin audycji religijnych (w tym codziennie różaniec i Koronkę do Miłosierdzia Bożego).